# Dreiecksnebel
Der Dreiecksnebel, auch als Dreiecksgalaxie sowie als Triangulumnebel, Triangulumgalaxie oder Messier 33 bezeichnet, ist eine Spiralgalaxie mit den Abmessungen 70′ × 40′ und der Gesamthelligkeit von 5,7 mag im Sternbild Dreieck am nördlichen Fixsternhimmel. Damit ist sie nach dem  Andromedanebel die zweithellste Spiralgalaxie am Nachthimmel und eine der unserer Galaxie nächstgelegenen.
Allerdings verteilt sich ihre Helligkeit auf eine größere Fläche, so dass sie unter normalen Bedingungen nicht freiäugig, sondern allenfalls im Feldstecher sichtbar ist. Daher sind im Fernrohr etwa 20 fernere Galaxien leichter zu beobachten.

## Geschichte
Der Dreiecksnebel wurde um 1654 vom italienischen Astronomen Giovanni Battista Hodierna entdeckt und am 25. August 1764 von französischen Astronomen Charles Messier aufgezeichnet. Weitere frühe Beobachtungen wurden von Johann Elert Bode (1775), William Herschel (1784) und John Herschel (1828) gemacht.

## Beschreibung

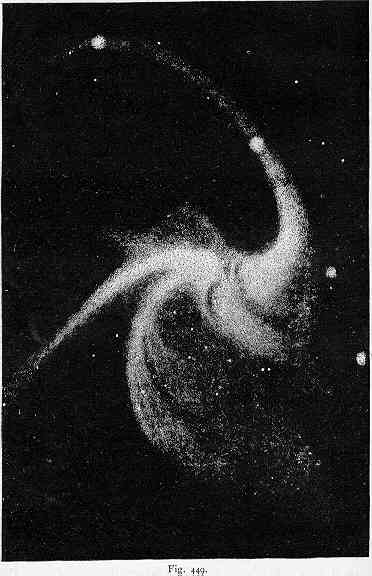
Zeichnung von Lord Rosse (ca. 1845)

Der Dreiecksnebel ist mit einem Durchmesser von etwa 50.000–60.000 Lichtjahren nach dem Andromedanebel (≈ 150.000 Lj; Halo 240 kpc) und der Milchstraße (≈ 100.000 Lj; Halo 50 kpc) das drittgrößte Objekt in der  Lokalen Gruppe.
Das im Messier-Katalog als M33 geführte Objekt war nach M51 die zweite Galaxie, an der Lord Rosse 1845 mit seinem Riesenteleskop eine Spiralstruktur wahrnahm. Die Existenz dieser Spiralarme wurde von anderen Astronomen lange bezweifelt.
Die Entfernung der Erde zum Dreiecksnebel beträgt knapp drei Millionen Lichtjahre. Die baryonische Masse dieser Spiralgalaxie (Sterne und Gas) beträgt etwa zwei Prozent der Masse des Milchstraßensystems oder vier bis sechs Milliarden Sonnenmassen. Zusammen mit der umgebenden  dunklen Materie dürften es ungefähr 50 Milliarden Sonnenmassen sein.
Möglicherweise ist der Dreiecksnebel gravitativ an den Andromedanebel gebunden, von dem er etwa eine Million Lichtjahre entfernt ist.

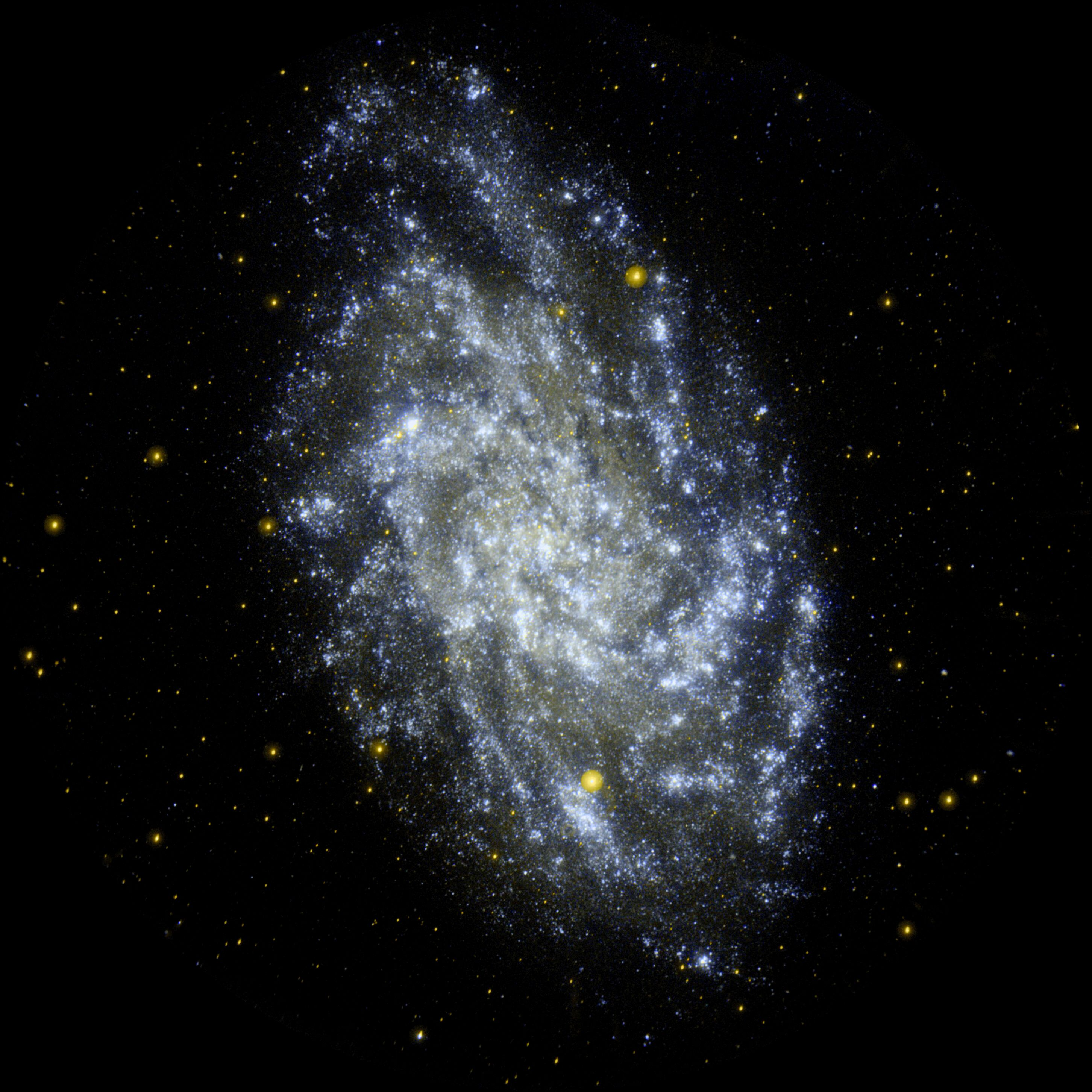
Ultraviolettbild, aufgenommen von GALEX
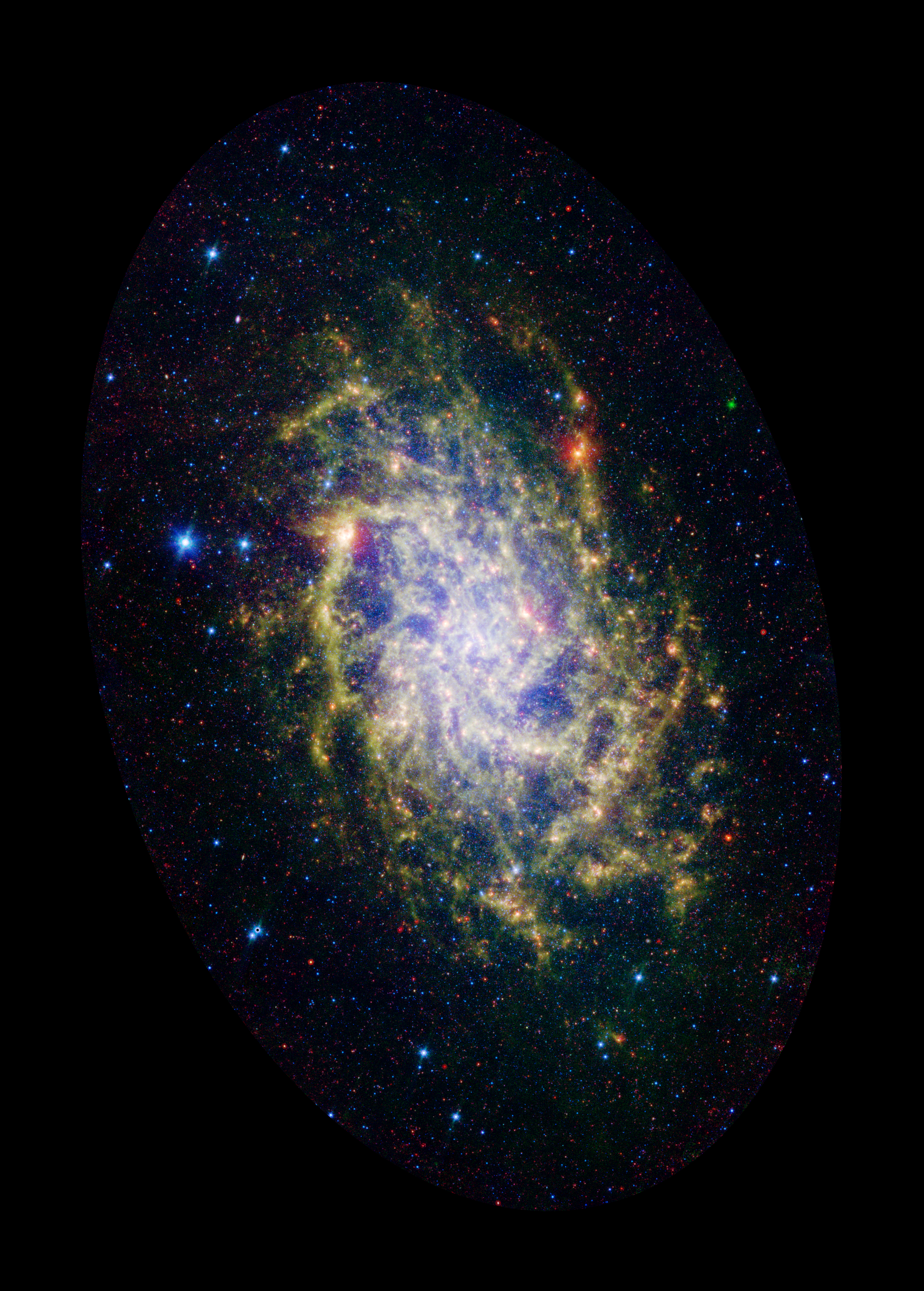
Aufnahme im mittleren Infrarotspektrum, Spitzer-Weltraumteleskop
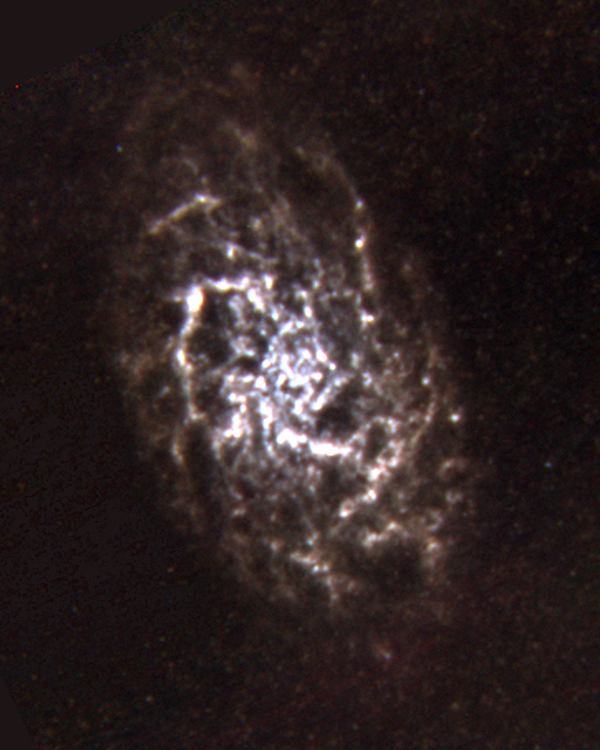
Aufnahme im fernen Infrarot, Herschel-Weltraumteleskop
Mit dem Hubble-Weltraumteleskop sind Sterne der Galaxie einzeln erkennbar

## Eigenbewegung

Der Dreiecksnebel bewegt sich möglicherweise auf die Kollisionsbahn der Milchstraße mit der Andromeda-Galaxie zu

Die Galaxie könnte möglicherweise auf den Kollisionweg der Milchstraße mit der Andromeda-Galaxie treffen.
2005 gelang es einem deutschen Team von Forschern durch Beobachtungen von H2O-Masern auf entgegengesetzten Seiten der Spiralgalaxie mit dem VLBA, ein Modell für die Rotation und Eigenbewegung des Dreiecksnebels aufzustellen. Das Team kam zu dem Ergebnis, dass die Galaxie sich mit einer Eigenbewegung von −30±8 Mikrobogensekunden (µ″/a) pro Jahr in Rektaszension und 45±9 µ″/a in Deklination bewegt. Daraus schließen die Forscher auf eine Gesamtgeschwindigkeit von 190±60 km/s relativ zum Milchstraßensystem, wobei die Bewegung ungefähr in Richtung des Andromedanebels zeigt.
Solche Messungen sind bisher nur für wenige Galaxien gelungen und stellen eine wesentliche Voraussetzung für dynamische Modelle der Lokalen Gruppe dar.

## Assoziierte Objekte
Es sind einige Kugelsternhaufen, von denen einige zur seltenen Objektklasse der blauen Kugelsternhaufen gehören, mit dieser Galaxie assoziiert. Wahrscheinlich hat der Dreiecksnebel auch eine Satellitengalaxie, und zwar die Pisces-Zwerggalaxie.

Aufnahme des VST, HII-Gebiete erscheinen rötlich; prominente Gebiete sind eingezeichnet

### HII-Regionen

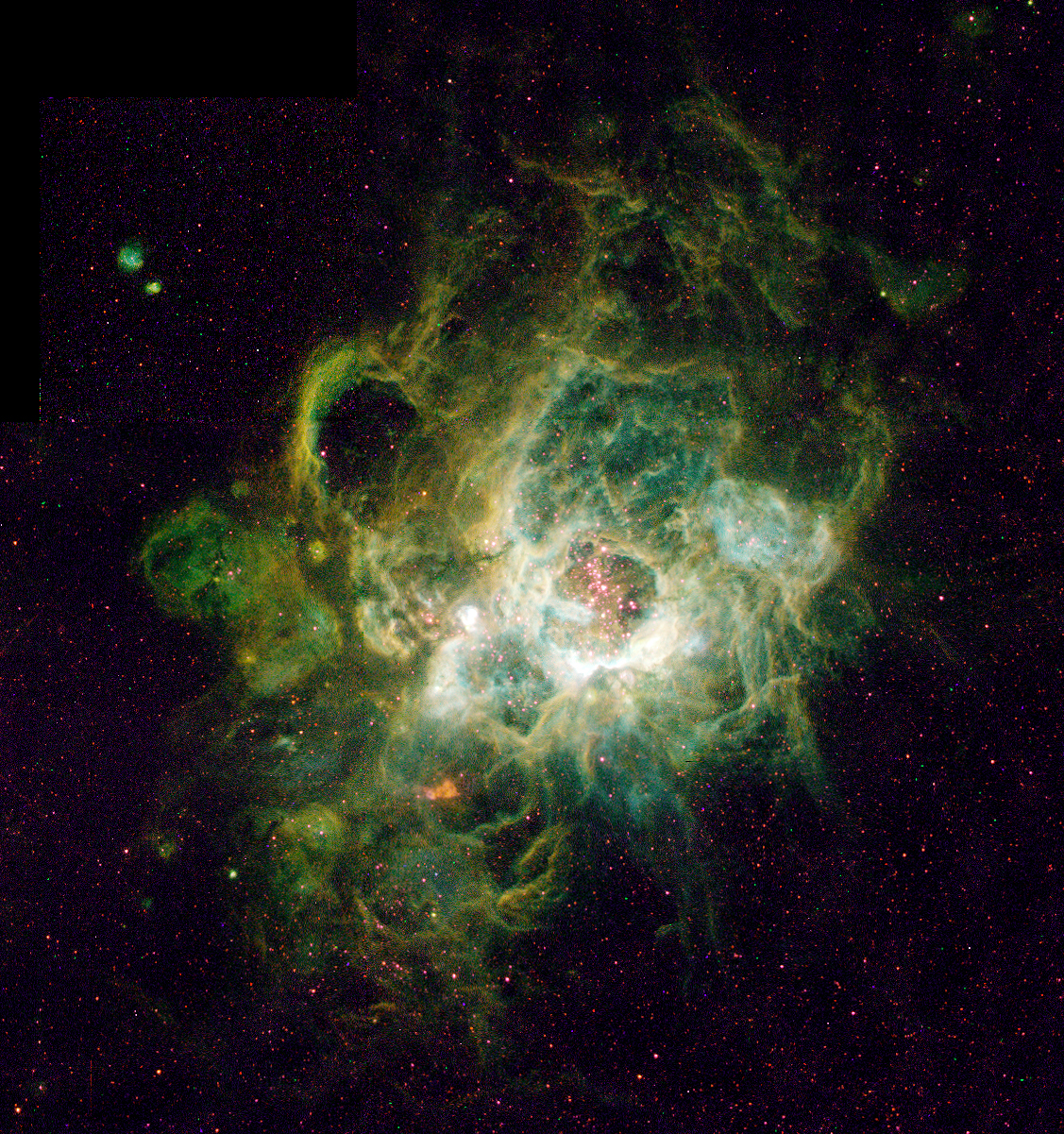
Das riesige Sternentstehungsgebiet NGC 604, hier eine Aufnahme des Hubble-Weltraumteleskops

Schon Wilhelm Herschel bemerkte bei der Beobachtung des Dreiecksnebels die große HII-Region (ein diffuser Gasnebel aus ionisiertem Wasserstoff) NGC 604. Herschel nahm diese aber noch als separates Objekt wahr und gab ihr den Namen H III.150. Dieses riesige Sternentstehungsgebiet gehört mit einem Durchmesser von fast 1500 Lichtjahren zu den größten bekannten Objekten dieser Art und gleicht in den spektralen Charakteristiken dem Orionnebel. Schon Amateurteleskope erlauben die Beobachtung dieses Gasnebels, der nordöstlich vom Zentrum der Galaxie zu finden ist. Herschel bemerkte auch noch drei kleinere HII-Regionen, nämlich NGC 588, NGC 592 und NGC 595.

## Einzelobjekte (HII-Regionen) in M33

### M33 X-7
Im Oktober des Jahres 2007 entdeckten Forscher mit Hilfe des Chandra-Röntgenteleskops in der Galaxie das zu dieser Zeit massereichste bekannte Schwarze Loch, das sich aus einem einzelnen Stern entwickelt hat. Massereichere Schwarze Löcher sind zu dieser Zeit nur aus den Kernen von Galaxien bekannt, wo sich diese Objekte durch den Einsturz von Materie immer weiter vergrößern. Das Objekt, das als Röntgenquelle den Namen M33 X-7 erhielt, wird auf knapp 16 Sonnenmassen geschätzt. Es befindet sich im Orbit um einen mit etwa 70-facher Sonnenmasse außergewöhnlich großen Stern, bei dem es sich wahrscheinlich um einen Blauen Riesenstern handelt. Nach bisherigen Erkenntnissen von Forschern haben stellare Schwarze Löcher eigentlich eine Massenobergrenze von etwa 15 Sonnenmassen.

## Sichtbarkeit

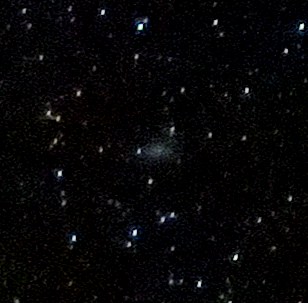
Aufnahme mit einer Canon PowerShot G3X bei Lichtverschmutzung. Von bloßem Auge kann ein ähnliches Erscheinungsbild erwartet werden.

Wegen seiner großen Winkelausdehnung und der daraus resultierenden geringen Flächenhelligkeit ist der Dreiecksnebel mit kleinen Teleskopen bei zu großer Vergrößerung kaum aufzufinden. Es empfiehlt sich die Beobachtung mit einem lichtstarken Feldstecher, etwa 15x70 oder 20x80.